# 塞尔希·科腾科
塞尔希·列昂尼多维奇·科腾科（烏克蘭語：Сергій Леонідович Котенко，1967年7月16日—2022年3月9日）是乌克兰军官。他在俄罗斯入侵乌克兰的战争中阵亡，后在2022年3月16日死后追授乌克兰英雄。战争爆发前，他担任过海辛区国家行政长官和第9独立摩托化步兵营指挥官。

## 生平
塞尔希·科腾科生于文尼察州海辛。1989年，他从卡缅涅茨-波多利斯基高等军事指挥学校毕业，并在军中服役了22年，后在2014年至2015年担任海辛区国家行政长官。随后，他回去服役，并担任第9独立摩托化步兵营指挥官。
2022年2月24日俄罗斯入侵乌克兰后，他将部队部署在扎波罗热州瓦西里夫卡。3月9日，他在扎波罗热附近与俄军交战中阵亡。3月11日，他被葬在家乡。其弟亚历山大·科腾科（Oleksandr Kotenko，1971年10月23日—2022年3月7日）是艾达尔营士兵，在两天前便先一步在尼古拉耶夫战死。

## 荣誉与纪念
- 乌克兰英雄（2022年3月16日）[8]
- 博赫丹·赫梅利尼茨基三级勋章（2019年5月17日）[5]

2022年12月，基辅一条以俄罗斯大元帅亚历山大·苏沃洛夫命名的街道，更名为塞尔希·科腾科街。